# Host Integration Server
Microsoft Host Integration Server (acronimo HIS) è un'applicazione informatica (gateway) che rende possibile la connettività tra reti operanti in ambiente Microsoft Windows con sistemi IBM (Main Frame o AS/400. HIS supporta diversi tipi d'architetture: SNA, 3270 (standard e Telnet 3270), 5250 (standard e Telnet 5250), CICS, APPC ed altri protocolli IBM. Dà il supporto anche per applicazioni avanzate per reti e software Windows, come il collegamento tra applicazioni da Microsoft Message Queuing ad IBM WebSphere MQ, l'aggancio tra transazioni Microsoft DTC con CICS, e protocolli di acceso incrociati tra database DB2 sulle piattaforme IBM.
HIS è il successore  del server Microsoft SNA. Lo SNA Server venne realizzato nel 1994, ed è stato uno dei primi prodotti disponibili di terze parti disponibili per il neonato Windows NT.
Gateway similari erano gli ormai scomparsi: NetWare for SAA della Novell NetWare e IBM Communications Manager/2 per OS/2.

## Versioni
- SNA Server 1.0
- SNA Server 2.1 (Settembre 1994)
- SNA Server 2.11
- SNA Server 3.0
- SNA Server 4.0
- Host Integration Server 2000 (Agosto 2000)
- Host Integration Server 2004
- Host Integration Server 2006
- Host Integration Server 2009 (Marzo 2009)
- Host Integration Server 2010 (Settembre 2010)

## Applicazioni di terze parti
HIS ha fatto nascere un buon numero di applicazioni sia hardware (ad es. network adapters supporting ESCON e Twinax connectivity) che software.